# Clavesana
Clavesana är en ort och kommun i provinsen Cuneo i regionen Piemonte i Italien. Kommunen hade 805 invånare (2018).